# Deco
Deco [ˈdɛku] – eigentlich Anderson Luiz de Souza – (* 27. August 1977 in São Bernardo do Campo, Brasilien) ist ein ehemaliger brasilianisch-portugiesischer Fußballspieler und aktueller -funktionär. Er gewann mit dem FC Porto 2003 den UEFA-Pokal und 2004 die Champions League. 2006 gewann er mit dem FC Barcelona erneut die Champions League. 2010 wechselte er nach Rio de Janeiro zu Fluminense Rio de Janeiro, mit dem er zweimal die Landesmeisterschaft gewann. Mit der Nationalmannschaft Portugals wurde er 2004 Vizeeuropameister und Vierter bei der Weltmeisterschaft 2006.

## Vereinskarriere
Deco stammt aus São Bernardo do Campo, einer Industriestadt im Bundesstaat São Paulo und ist mit seiner Familie in Indaiatuba aufgewachsen. Er ist das dritte von sechs Kindern einer Mittelschicht-Familie, sein Vater ist portugiesischer Abstammung, die Mutter hat japanische Vorfahren. Als Kind spielte er zunächst für Nacional Atlético Clube, ab 1995 für die Nachwuchsmannschaft des Traditionsklubs Corinthians São Paulo und gab mit 18 Jahren sein Profidebüt. Nachdem Deco während eines Jugendturniers durch einen Talentscout von Benfica Lissabon entdeckt worden war, nahmen sie ihn 1997 für umgerechnet vier Millionen Euro Ablöse unter Vertrag. Unmittelbar nach seiner Ankunft in Portugal wurde der introvertierte Neuzugang an Benficas Farmteam, den FC Alverca, ausgeliehen. Mit Alverca trat er 1997/98 in der zweiten Liga an und hatte mit 13 Toren in 32 Einsätzen großen Anteil am Aufstieg des Klubs in die höchste Spielklasse. Anschließend kehrte er zu Benfica zurück, wurde allerdings von Trainer Graeme Souness aussortiert und im Tausch für Nandinho an den Ligakonkurrenten SC Salgueiros abgegeben. Obwohl seine Zeit bei Salgueiros von Verletzungen geprägt war, ließ Deco seine Fähigkeiten als Spielmacher aufblitzen und schon im März 1999 verpflichtete ihn der Tabellenführer FC Porto. Die Ablösesumme lag bei umgerechnet acht Millionen Euro.

### FC Porto
Wenige Wochen nach seinem Transfer zum FC Porto wurde er mit dem Klub portugiesischer Meister (1998/99), spielte jedoch mit sechs Einsätzen zunächst nur eine untergeordnete Rolle. In den beiden Folgejahren kam Deco regelmäßig zum Einsatz und der wendige Edeltechniker schaffte den Sprung zum Stammspieler im offensiven Mittelfeld. Beim Pokalsieg 2000 erzielte er im Endspiel gegen Sporting Lissabon den 2:0-Siegtreffer und Porto konnte den Pokal im Jahr 2001 erfolgreich verteidigen (2:0 gegen Marítimo Funchal).
In der Saison 2002/03 blühte Deco unter dem neuen Trainer José Mourinho regelrecht auf und erlebte den entscheidenden Karriereschritt. Er wurde zum kreativen Herzstück der Mannschaft und avancierte zu einem internationalen Spitzenspieler. Deco überzeugte durch seine Passqualität und Spielintelligenz, war ein brillanter Vorbereiter und strahlte inzwischen auch selbst Torgefahr aus (12 Tore in 45 Pflichtspielen). Der FC Porto gewann 2003 das „kleine Triple“ aus Meisterschaft, Pokal und dem UEFA-Pokal (3:2-Sieg über Celtic Glasgow). Die anschließende Spielzeit (2003/04) bedeutete nochmals eine Steigerung und war sowohl für den FC Porto als auch Deco von herausragender Bedeutung. In der heimischen Liga gelang mit acht Punkten Vorsprung die Titelverteidigung und in der prestigeträchtigen UEFA-Champions League erreichten die Drachen überraschend das Finale. Insbesondere im Viertelfinale gegen Olympique Lyon (2:0; 2:2) hatte Deco eine beeindruckende Vorstellung abgeliefert (1 Tor, 3 Vorlagen). Im Endspiel am 26. Mai 2004 schlug Porto die AS Monaco deutlich mit 3:0, wobei Deco nach 71 Minuten das vorentscheidende Tor zum 2:0 gelungen war und zum Man of the Match gekürt wurde. Während der gesamten Saison hatte er sich in bestechender Form gezeigt, war als der bestimmende Akteur aufgetreten. Bezeichnenderweise erhielt Deco die Auszeichnungen als Portugals Spieler des Jahres sowie als UEFA-Fußballer und UEFA-Mitteldfeldspieler des Jahres. Bei der Wahl zum Ballon d’Or 2004 belegte er hinter Andrij Schewtschenko den zweiten Platz. Nach den Triumphen brach die Erfolgsmannschaft auseinander, Mourinho und Leistungsträger wie Paulo Ferreira oder Ricardo Carvalho verließen den Klub. Auch Deco zählte zu den begehrtesten Offensivspielern Europas, wurde mit dem FC Chelsea und Bayern München in Verbindung gebracht. Schließlich verkündete er am 6. Juli 2004 seinen Wechsel zum FC Barcelona. Das Gesamtvolumen des Transfers belief sich auf 21 Millionen Euro (15 Millionen Euro Ablöse und den Spieler Ricardo Quaresma).
Für den FC Porto hat Deco 229 Pflichtspiele absolviert und dabei 48-mal getroffen.

### FC Barcelona

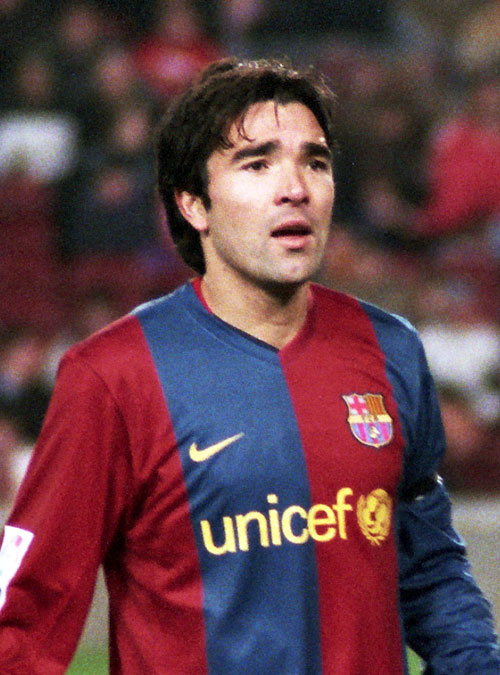
Deco im Trikot des FC Barcelona (2006)

Deco erwies sich auf Anhieb als sportliche Verstärkung für den FC Barcelona und war 2004/05 mit elf Assists zweitbester Vorbereiter der Primera División.  In dem von Trainer Frank Rijkaard favorisierten 4-3-3-Spielsystem bildete der Neuzugang gemeinsam mit Xavi die Schaltzentrale im Mittelfeld, die den Spielrhythmus bestimmte oder das Tempo variierte. Sowohl 2004/05 als auch 2005/06 gewann Barça die spanische Meisterschaft und galt mit Ausnahmekönnern wie Ronaldinho, Samuel Eto’o, Xavi oder eben Deco als spielstärkste Vereinsmannschaft Europas. Der begeisternde 3:0-Sieg über den großen Rivalen Real Madrid im El Clásico (19. November 2005) markierte eindrucksvoll die Wachablösung im spanischen Fußball. Die internationale Krönung folgte am 17. Mai 2006 in Paris mit dem Gewinn der UEFA-Champions League  (2:1 über den FC Arsenal) – Decos zweiter Erfolg in der Königsklasse (hier). Für seine Leistungen erhielt er abermals die Auszeichnung als bester Mittelfeldspieler der UEFA und wurde auch im Dezember 2006 mit dem Goldenen Ball des besten Spielers der Klub-Weltmeisterschaft bedacht.

„Wenn Deco gut spielt, können wir so gut wie sicher sein, dass der Rest der Mannschaft es auch tut (...) Er bemisst den Druck, den unser Team macht. Und wenn er sich dazu entschließt, das Spiel in die Hand zu nehmen, wissen wir, dass wir auf der sicheren Seite sind. Deco will um jeden Preis gewinnen. Er ist ein Spielgestalter und als solcher erarbeitet er sich auf dem Feld viele Freiheiten.“

Nach zwei äußerst erfolgreichen Jahren verpasste Barcelona 2006/07 den Titelhattrick äußerst knapp. In der Saison 2007/08 warfen Verletzungen Deco immer wieder zurück und der formschwache Regisseur kam in der Liga nur auf 18 Einsätze (ein Tor). Abseits des Platzes fiel er durch seine rege Teilnahme am Nachtleben auf. Im Sommer 2008 wurde Pep Guardiola neuer Trainer und leitete einen radikalen Kaderumbruch ein. Nachdem Deco und Ronaldinho betrunken zum Training erschienen waren, forcierte Guardiola ihren Verkauf, da sie nach seiner Ansicht einen negativen Einfluss auf den kommenden Superstar Lionel Messi haben könnten.

### FC Chelsea

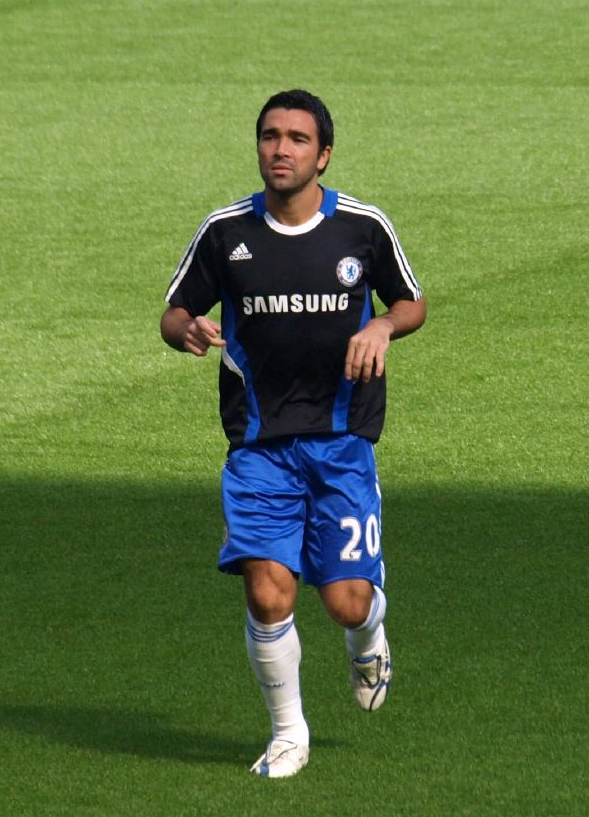
Deco (2008)

Nach der EM 2008 folgte Deco seinem bisherigen Nationaltrainer Luiz Felipe Scolari zum FC Chelsea und unterschrieb am 30. Juni 2008 einen Dreijahresvertrag. Der Klub des Oligarchen Roman Abramowitsch zahlte zehn Millionen Euro an Ablöse. Beim FC Chelsea war Deco einer von insgesamt vier Portugiesen im Kader und Landsmann Paulo Ferreira überließ dem Neuzugang sogar die Rückennummer 20. Gleich in seinem ersten Pflichtspiel (17. August 2008) erzielte er beim 4:0 über den FC Portsmouth ein Tor. Trotz großer Konkurrenz im Mittelfeld war Deco unter Scolari gesetzt und konnte zu Saisonbeginn überzeugen (Wahl zum Premier League Player of the Month). Im weiteren Saisonverlauf warfen ihn Verletzungen zurück und nach Scolaris Entlassung verlor er unter Nachfolger Guus Hiddink seinen Stammplatz. Chelsea gewann 2009 den FA Cup (2:1 gegen den FC Everton), allerdings stand Deco im Endspiel nicht im Kader. In seiner zweiten Saison (2009/10) holte er mit den Blues das Double aus Meisterschaft und FA Cup. Für Deco verlief die Spielzeit durchwachsen, da er immer wieder mit Verletzungen zu kämpfen hatte und Trainer Carlo Ancelotti auf körperlich robustere Spielertypen wie Frank Lampard, Michael Ballack oder John Obi Mikel setzte. Insgesamt kam Deco auf 28 Pflichtspieleinsätze (drei Tore) und gehörte nur 14-mal zur Startelf.
Aufgrund seiner Reservistenrolle forcierte der mittlerweile 32-Jährige im Sommer 2010 seinen vorzeitigen Abschied vom FC Chelsea und kehrte nach Brasilien zurück.

### Fluminense Rio de Janeiro
Am 7. August 2010 wurde Deco als Neuzugang des brasilianischen Klubs Fluminense Rio de Janeiro vorgestellt und erhielt einen Zwei-Jahres-Vertrag. Gleich am Ende der Spielzeit 2010 konnte Deco, der zu den prominentesten Spielern der Mannschaft zählte, mit Fluminense die erste Landesmeisterschaft seit 26 Jahren feiern. 2012 folgten der Gewinn der Staatsmeisterschaft von Rio de Janeiro sowie ein weiterer Meistertitel. Nachdem bei Deco am 30. März 2013 die verbotene Substanz Furosemid, die Dopingmittel verschleiern kann, nachgewiesen worden war, wurde er für 30 Tage gesperrt.
Nach der vierten Muskelverletzung innerhalb von nur einer Saison, verkündete Deco am 26. August 2013 sein Karriereende.

## Nationalmannschaft

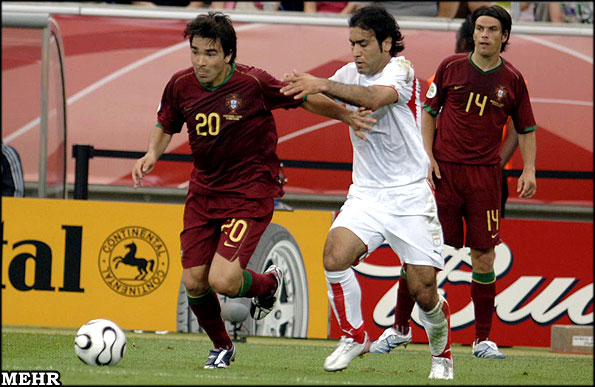
Deco (links) gegen den Iraner Mehdi Mahdavikia (WM 2006)

Nachdem Deco bereits seit fünf Jahren in Portugal aktiv gewesen war, erhielt er 2002 auf Betreiben von Nationaltrainer Luiz Felipe Scolari die portugiesische Staatsbürgerschaft. Die Einbürgerung wurde durch kontroverse Diskussionen in der Öffentlichkeit begleitet, selbst Luís Figo hatte sich dagegen ausgesprochen und angemahnt, dass die Identität verloren gehe. Deco gab am 29. März 2003 ausgerechnet gegen sein Geburtsland Brasilien sein Länderspieldebüt und ihm gelang per Freistoß der 2:1-Siegtreffer. 2004 gehörte er zum Aufgebot für die Europameisterschaft in Portugal, ging jedoch zunächst als Reservist in das Turnier. Nach der unerwarteten Auftaktniederlage gegen Griechenland (1:2) vollzog Scolari einige personelle Wechsel und der formstarke Deco verdrängte den Altstar Rui Costa aus der Mannschaft. Portugal zeigte sich stark verbessert und erreichte das EM-Finale, unterlag allerdings erneut Griechenland (0:1).
Die WM 2006 verlief für Deco sehr wechselhaft. Im Auftaktspiel fehlte er aufgrund einer Knöchelverletzung, bevor er bei seinem WM-Debüt gegen den Iran (2:0) eine überzeugende Vorstellung ablieferte und ein Traumtor erzielte (Wahl zum Man of the Match). Für das dritte Gruppenspiel wurde Deco wegen einer drohenden Gelbsperre geschont, sah allerdings während der skandalösen Achtelfinalpartie gegen die Niederlande (1:0) die Gelb-Rote Karte und konnte somit erst wieder im Halbfinale gegen Frankreich (0:1) eingreifen. Das Spiel um Platz 3 verlor Portugal gegen Gastgeber Deutschland mit 1:3 und wurde WM-Vierter – die beste Platzierung seit der WM 1966.
Bei der Europameisterschaft 2008 schied Deco mit Portugal im Viertelfinale gegen Deutschland (2:3) aus. Er war der wichtigste Kreativspieler seiner Mannschaft und hatte in der Vorrunde hatte beim 3:1-Sieg über Tschechien den Führungstreffer erzielt.
Nach dem Aus im Achtelfinale bei der WM 2010 in Südafrika beendete Deco seine Nationalmannschaftskarriere. Verletzungsbedingt kam er nur auf einen 62-minütigen Einsatz im Spiel gegen die Elfenbeinküste. Dieses Spiel am 15. Juni 2010 war sein letztes im Trikot für die Portugiesen. Insgesamt spielte er 75 mal für die Nationalmannschaft und erzielte dabei fünf Tore.

## Funktionär
Nach seiner aktiven Karriere gründete Deco die Sportagentur D20 Sports. Der Firmensitz befindet sich in Dublin und zu den bekanntesten Klienten zählen Fabinho, Raphinha, João Miranda oder Edmond Tapsoba.
Am 16. August 2023 kehrte Deco zum FC Barcelona zurück und Vereinspräsident Joan Laporta machte ihn zum neuen Sportdirektor. Damit übernimmt er die Aufgabe, gemeinsam mit Trainer Hansi Flick, den Spielerkader zusammenzustellen und die Trainerarbeit vorzugeben. Deco sitzt dem gesamten fußballerischen Bereich vor und ist für die sportliche Philosophie des Klubs verantwortlich. Sein Vertrag läuft bis 2026.

## Titel
International
- Champions-League-Sieger (2): 2004 (FC Porto), 2006 (FC Barcelona)
- UEFA-Cup-Sieger: 2003 (FC Porto)

Portugal
(alle FC Porto)
- Meister (3): 1999, 2003, 2004
- Pokalsieger (3): 2000, 2001, 2003
- Supercupsieger (2): 2001, 2003

Spanien
(alle FC Barcelona)
- Meister (2): 2005, 2006
- Supercupsieger (2): 2005, 2006

England
(alle FC Chelsea)
- Meister: 2010
- Pokalsieger (2): 2009, 2010
- Supercupsieger: 2009

Brasilien
(alle Fluminense Rio de Janeiro)
- Meister (2): 2010, 2012
- Staatsmeister von Rio de Janeiro: 2012

## Auszeichnungen
- UEFA-Fußballer des Jahres: 2004
- UEFA-Mittelfeldspieler des Jahres: 2004, 2006
- Primeira Liga Spieler des Jahres: 2004
- Portugals Fußballer des Jahres im Ausland: 2006
- Bester Spieler der FIFA-Klub-Weltmeisterschaft: 2006
- Premier League Player of the Month: August 2008